# ホーム・デポ
ホーム・デポ（英:The Home Depot, Inc.、アメリカでの発音はディーポ）は、アメリカ合衆国ジョージア州に本社を置く住宅リフォーム・建設資材・サービスの小売チェーンである。1978年に設立され、1979年、アトランタ郊外において百貨店のJ.C.ペニーからリースされたスペースを使って最初の2店舗を開店した。現在では、アメリカ（50州、ワシントンD.C.、プエルトリコ、米領ヴァージン諸島、そしてグアムを含む）、カナダ（10州）、メキシコ、そして中国に2,141のビッグ・ボックス形態の店舗（文字通り大きな箱で売る量販店）を展開している。グアムには2007年11月14日に出店した。ホーム・デポはアメリカ最大の住宅リフォーム小売チェーンであり、2位はライバルのロウズである。世界有数の小売チェーンである。

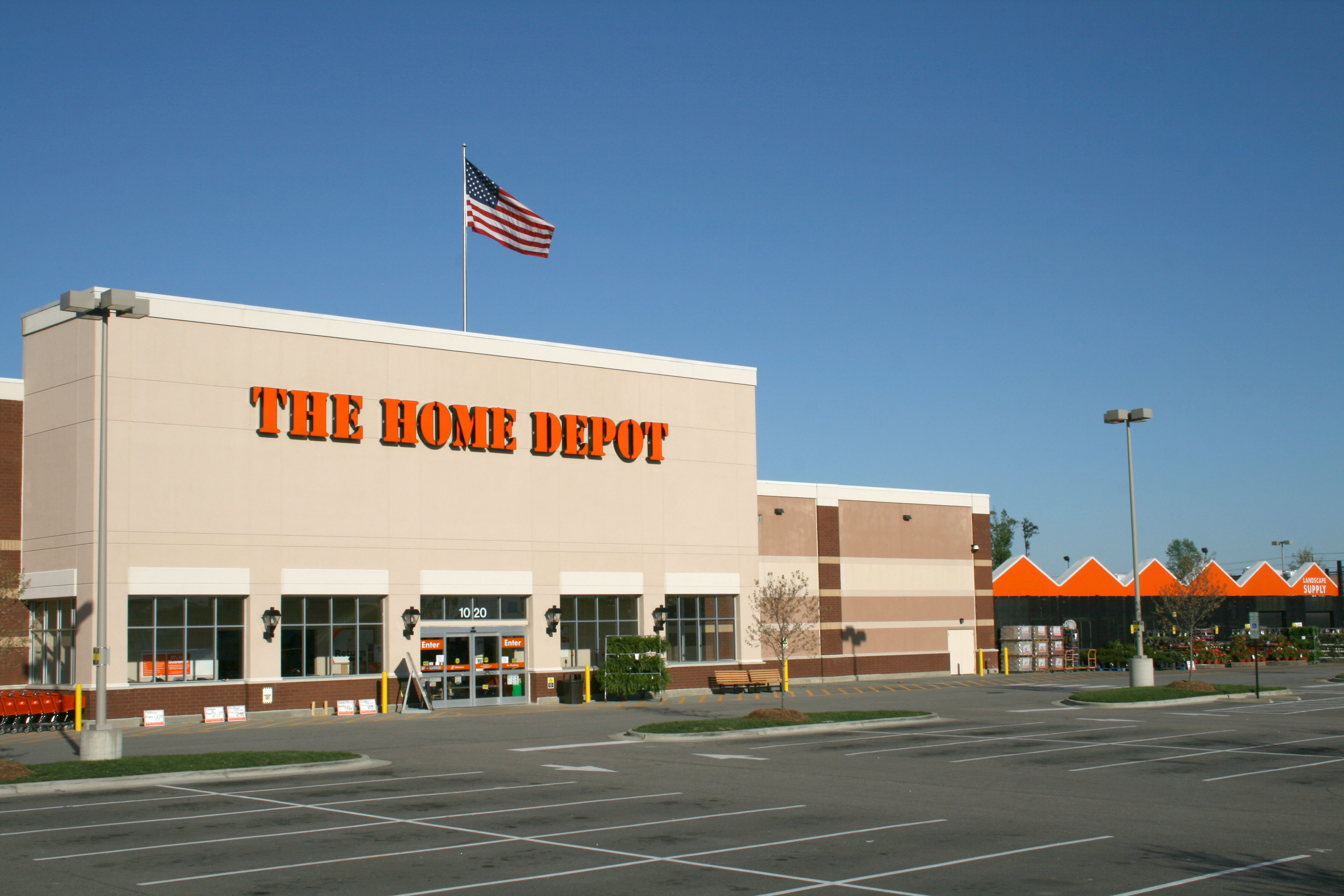
ホーム・デポの店舗
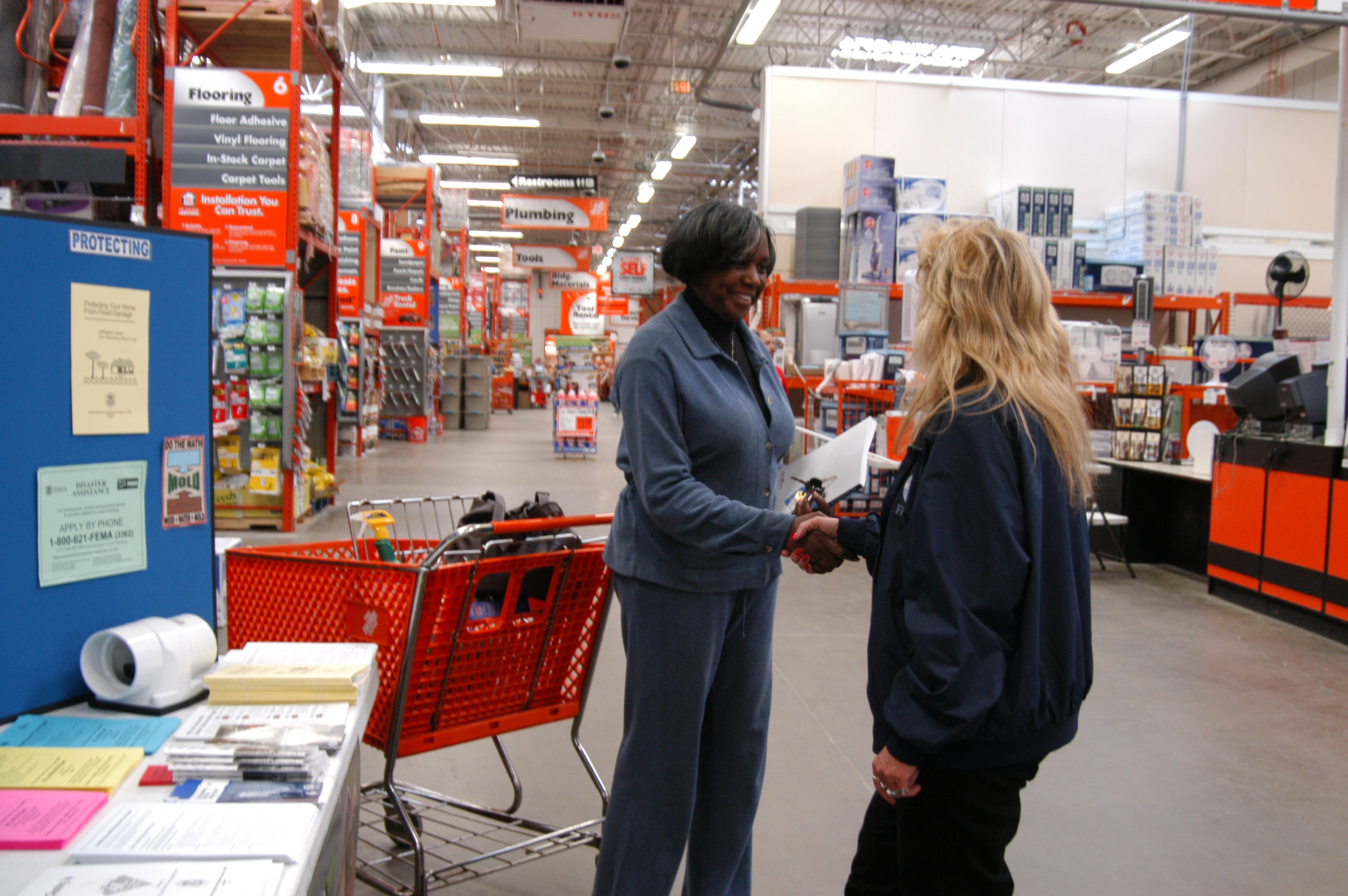
ホーム・デポの店舗内
店舗内(パノラマ)